# Nepetinae
Nepetinae Coss. & Germ., 1845 è una sottotribù di piante spermatofite dicotiledoni appartenenti alla famiglia delle Lamiaceae (ordine delle Lamiales).

## Etimologia
Il nome della sottotribù deriva dal suo genere tipo Nepeta L., nome dedicato a "Nepet" una città dell'antica Etruria. L'etimologia di questo nome si fa risalire alla parola etrusca "nepa" ( = acqua). Il primo ad usare questo nome è stato Gaio Plinio Secondo (Como, 23 – Stabiae, 25 agosto 79]), scrittore, ammiraglio e naturalista romano, per descrivere una pianta aromatica originaria dell'Etruria.
Il nome scientifico della sottotribù è stato definito per la prima volta dai botanici francesi Ernest Saint-Charles Cosson (1819-1889) e Jacques Nicolas Ernest Germain de Saint-Pierre (1815-1882) nella pubblicazione "Fl. Desc. Anal. Paris: 311, 324. 22 Feb 1845" del 1845.

## Descrizione

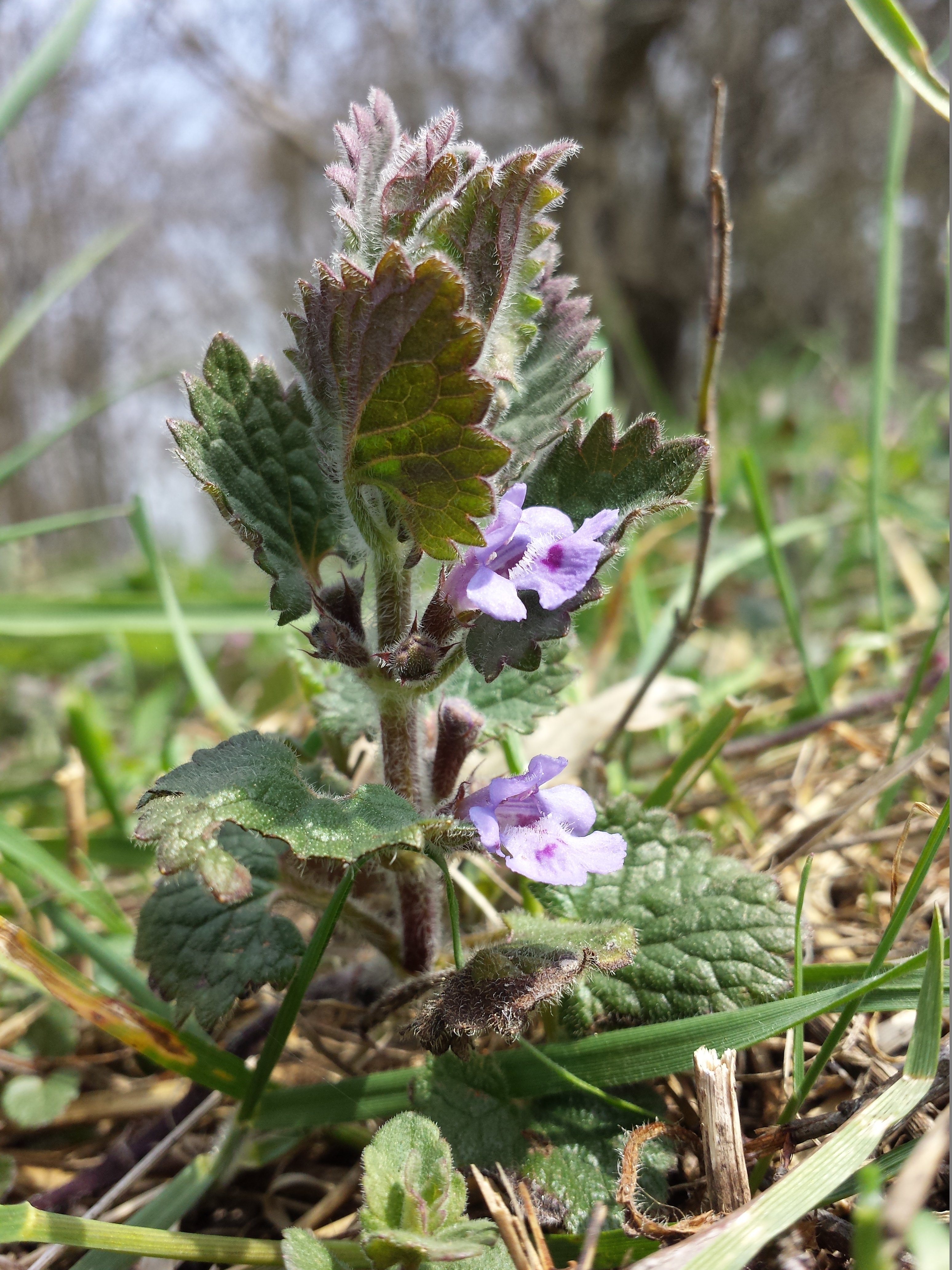
Il portamento
Glechoma hirsuta

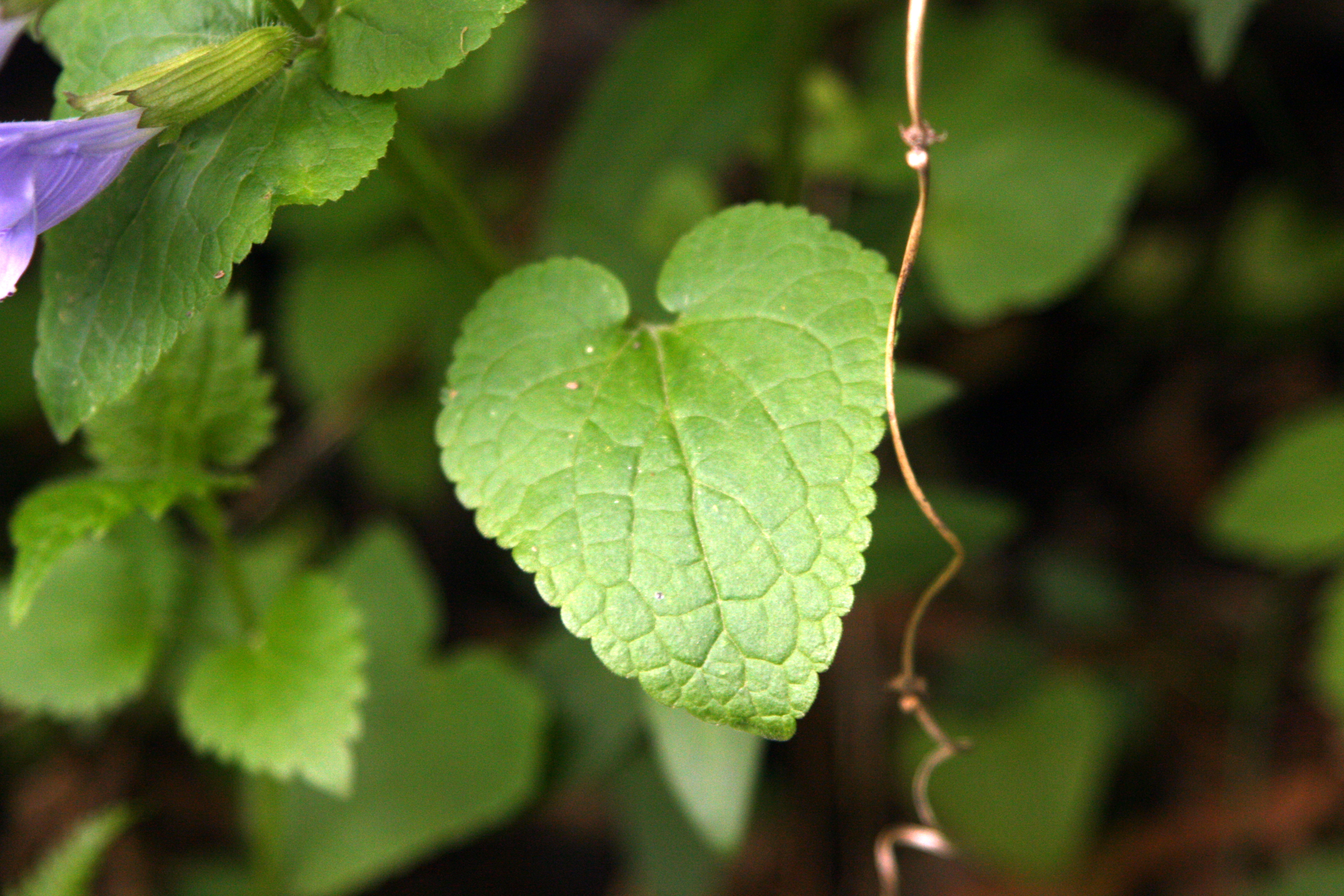
Le foglie
Meehania urticifolia

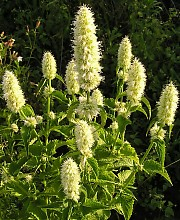
Infiorescenza
Agastache anethiodora

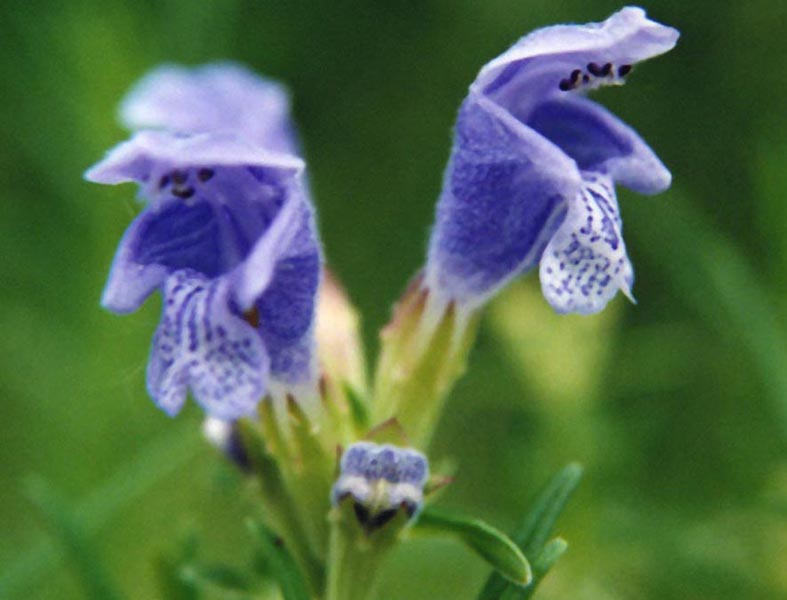
I fiori
Dracocephalum ruyschiana

- Le specie di questa sottotribù hanno un portamento erbaceo con cicli biologici sia annuali che perenni; sono presenti anche specie arbustive. Alcuni generi sono aromatici, altri sono stoloniferi (Glechoma). Sono presenti anche specie ginodioiche[2][4][8][9][10][11]
- Le foglie lungo il fusto sono disposte in modo opposto (a due a due) e ogni verticillo è alternato rispetto al precedente; sono inoltre prive di stipole. La lamina è semplice oppure pennatosetta oppure da orbicolare a reniforme; i bordi possono essere dentati.
- Le infiorescenze di tipo tirsoide, terminali e simili a spighe o panicoli, sono peduncolate o sessili, portate in vari verticilli ascellari sovrapposti lungo il fusto. Ogni verticillo è composto da diversi fiori sessili (oppure no) disposti circolarmente a corona e sono poggianti su due brattee fogliose (o semplicemente delle foglie più piccole rispetto a quelle lungo il fusto). Sono presenti delle bratteole subulate, intere o lobate; talvolta sono colorate.
- I fiori sono ermafroditi, zigomorfi, tetrameri (4-ciclici), ossia con quattro verticilli (calice – corolla - androceo – gineceo) e pentameri (5-meri: la corolla e il calice sono a 5 parti). Sono inoltre omogami (autofecondanti). In alcuni generi (Hymenocrater) i fiori possono essere resupinati.

- Formula fiorale. Per la famiglia di queste piante viene indicata la seguente formula fiorale:

X, K (5), [C (2+3), A 2+2] G (2), (supero), drupa, 4 nucule
- Calice: il calice è gamosepalo con base tubulosa (o cilindrica o campanulata) diritta o lievemente curva o in alcuni casi fortemente obliqua (Nepeta), terminante con 5 lobi più o meno uguali. I lobi formano due labbra (a volte anche poco evidenti = calice attinomorfo) con raggruppamento 3/2 (calice zigomorfo); il lobo mediano del labbro posteriore in genere è più ampio. I lobi hanno forme da lineari a triangolari talvolta a consistenza membranosa-scariosa o aristati e colorati di rosa o purpureo. La superficie del calice è percorsa da 15 nervi mentre la parte interna può essere ricoperta da un anello di peli. In alcune specie il calice è accrescente alla fruttificazione.

- Corolla: la corolla, gamopetala è zigomorfa, e terminante in modo fortemente bilabiato con 5 lobi con raggruppamento 2/3. Il labbro posteriore è diritto, concavo, subintero o bifido; quello anteriore ha il lobo mediano più ampio, patente con margini interi o ondulati, mentre quelli laterali sono diritti. I colori sono blu, violetto, rosa, viola o bianco.

- Androceo: l'androceo possiede quattro stami didinami con i due anteriori più lunghi dei posteriori; raramente il paio anteriore è assente (Nepeta).  Gli stami sono inclusi nel tubo corollino oppure talvolta emergono dalla corolla stessa (specialmente nei fiori ermafroditi delle specie diodiche). I filamenti sono adnati alla corolla (nel mezzo o vicino alla gola), sono tutti paralleli e ascendenti sotto il labbro posteriore. Le antere hanno due teche parallele o talvolta divergenti di 90° o anche di 180°, pubescenti o glabre. I granuli pollinici sono del tipo tricolpato o esacolpato. Il disco nettario è formato da 4 lobi o 4 corni ed è ricco di sostanze zuccherine.

- Gineceo: l'ovario è supero formato da due carpelli saldati (ovario bicarpellare) ed è 4-loculare per la presenza di falsi setti divisori all'interno dei due carpelli. L'ovario è glabro. La placentazione è assile. Gli ovuli sono 4 (uno per ogni presunto loculo), hanno un tegumento e sono tenuinucellati (con la nocella, stadio primordiale dell'ovulo, ridotta a poche cellule). Lo stilo inserito alla base dell'ovario (stilo ginobasico) è del tipo filiforme. Lo stigma è bifido con due lobi subulati e uguali.

- Il frutto è uno schizocarpo composto da 1 - 4 nucule (talvolta ridotte a una per aborto delle altre) con forme da ellittiche a oblunghe, anche trigone, raramente sono ricurve o globose. All'apice possono essere troncate o leggermente piatte. La superficie è liscia con pubescenza apicale oppure ricoperta di mucillagini oppure tubercolata oppure papillosa. La colorazione è marrone anche scuro. I frutti in alcuni casi rilasciano i semi con facilità (sono fragili).

## Riproduzione
- Impollinazione: l'impollinazione avviene tramite insetti tipo ditteri e imenotteri (impollinazione entomogama).[11][13]
- Riproduzione: la fecondazione avviene fondamentalmente tramite l'impollinazione dei fiori (vedi sopra).
- Dispersione: i semi cadendo a terra (dopo essere stati trasportati per alcuni metri dal vento – disseminazione anemocora) sono successivamente dispersi soprattutto da insetti tipo formiche (disseminazione mirmecoria).[14]  I semi hanno una appendice oleosa (elaisomi, sostanze ricche di grassi, proteine e zuccheri) che attrae le formiche durante i loro spostamenti alla ricerca di cibo.[15]

## Distribuzione e habitat
La distribuzione di questa sottotribù è prevalentemente euroasiatica con circa 100 specie distribuite nell'areale del Mediterraneo. L'habitat in parte è temperato con preferenza per le zone montuose e aride.

## Tassonomia
La famiglia di appartenenza della sottotribù (Lamiaceae), molto numerosa con circa 250 generi e quasi 7000 specie, ha il principale centro di differenziazione nel bacino del Mediterraneo e sono piante per lo più xerofile (in Brasile sono presenti anche specie arboree). Per la presenza di sostanze aromatiche, molte specie di questa famiglia sono usate in cucina come condimento, in profumeria, liquoreria e farmacia. La famiglia è suddivisa in 7 sottofamiglie; la sottotribù Nepetinae appartiene alla sottofamiglia Nepetoideae (tribù Mentheae).

### Filogenesi

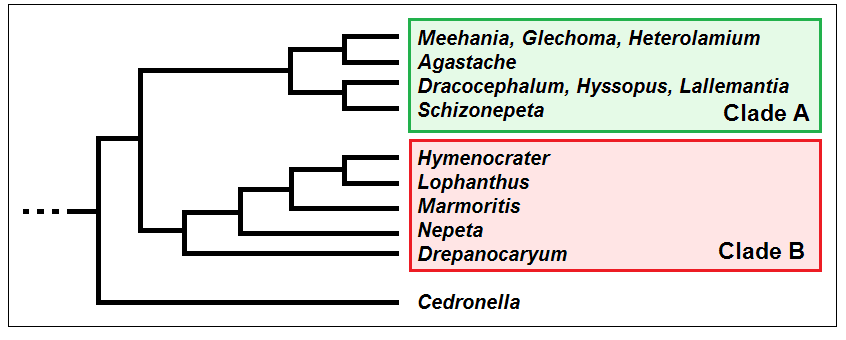
Cladogramma della sottotribù

La sottotribù è monofiletica e nell'ambito della tribù Mentheae ha una posizione interna ed è "gruppo fratello" della sottotribù Menthinae. All'interno della sottotribù il genere Cedronella è "gruppo fratello" del resto dei generi divisi in due cladi principali (A e B). Il cale A è formato dai generi Agastache, Dracocephalum, Glechoma, Hyssopus, Lallemantia, Meehania e Schizonepeta ed ha una ampia distribuzione con almeno tre linee distinte verso il Nord America. Il clade B formato dai generi Drepanocaryum, Nepeta, Hymenocrater, Lophanthus e Marmoritis probabilmente ha avuto origine nel Mediterraneo/Asia centrale con diffusione nell'Asia orientale.
Il cladogramma a lato, tratto dallo studio citato e semplificato, mostra la struttura interna attuale (2016) della sottotribù.

### Composizione della sottotribù
La sottotribù attualmente è formata da 16 generi e circa 370 specie:
| Genere                                | Numero specie                                          | Numero Cromosomico               | Distribuzione                                                       | Habitat tipico                                              |
| ------------------------------------- | ------------------------------------------------------ | -------------------------------- | ------------------------------------------------------------------- | ----------------------------------------------------------- |
| Agastache Gronov., 1762               | Circa 22                                               | 2n = 18                          | Nord America e Asia occidentale                                     | Montagne e deserti                                          |
| Cedronella Moench, 1794               | Una specie: Cedronella canariensis (L.) Webb. & Berth. | 2n = 10                          | Macaronesia                                                         |                                                             |
| Dracocephalum L., 1753                | Circa 46                                               | 2n = 10, 12, 14, 18, 20, 36 e 72 | Eurasia e Nord America                                              | In prevalenza zone montane                                  |
| Drepanocaryum Pojark., 1954           | Una specie: Drepanocaryum sewerzowii (Regel) Pojark.   |                                  | Asia occidentale e centrale                                         | Zone montagnose                                             |
| Glechoma L., 1753                     | 10                                                     | 2n = 18, 24 e 36                 | Eurasia                                                             | Perlopiù praterie ai margini delle foreste e zone temperate |
| Heterolamium C.Y. Wu, 1965            | Una specie: Heterolamium debile (Hemsl.) C.Y. Wu       |                                  | Cina                                                                |                                                             |
| Hymenocrater Fisch. & C.A. Mey., 1835 | Circa 12                                               | 2n = 18                          | Iran e Afghanistan                                                  | Ambienti secchi                                             |
| Hyssopus L., 1753                     | 5                                                      | 2n = 12                          | Areale del Mediterraneo, Asia occidentale e centrale fino alla Cina | Zone rocciose e steppiche                                   |
| Kudrjaschevia Pojark., 1953           | 4                                                      |                                  | Asia centrale                                                       | Zone montane semidesertiche e steppe                        |
| Lallemantia Fisch. & C.A. Mey., 1839  | 5                                                      | 2n = 14                          | Dalla Turchia all'Asia centrale (Himalaya)                          |                                                             |
| Lophanthus Adans., 1763               | 2                                                      | 2n = 16                          | Afghanistan, Asia centrale, Mongolia e Cina                         | Habitat montuosi                                            |
| Marmoritis Benth., 1833               | 5                                                      |                                  | Dal Pakistan alla Cina                                              | Pendii sassosi dell'Himalaya                                |
| Meehania Britton, 1894                | 2                                                      | 2n = 18                          | Asia orientale                                                      | Habitat temperati e subtropicali                            |
| Nepeta L., 1763                       | Circa 250                                              | 2n = 14-54                       | Eurasia e Magreb                                                    | Zone montane, aree semidesertiche e steppe dell'Eurasia     |
| Pitardia Batt. ex Pit., 1918          | 2                                                      |                                  | Magreb                                                              |                                                             |
| Schizonepeta (Benth.) Briq., 1896     | 3                                                      | 2n = 12                          | Siberia meridionale, Mongolia e Cina                                | Zone steppiche                                              |

### Generi e specie della flora europea
In Europa (in Italia e nell'areale del Mediterraneo) sono presenti i seguenti generi e specie:
| Genere        | Specie areale Euro-Mediterraneo             | Specie Italia                                                                     |
| ------------- | ------------------------------------------- | --------------------------------------------------------------------------------- |
| Cedronella    | Cedronella canariensis (L.) Webb & Berthel. |                                                                                   |
| Dracocephalum | 9                                           | Dracocephalum austriacum L. Dracocephalum ruyschiana L.                           |
| Glechoma      | 4                                           | Glechoma hederacea L. Glechoma hirsuta Waldst. & Kit. Glechoma sardoa (Beg.) Beg. |
| Hyssopus      | 1                                           | Hyssopus officinalis L.                                                           |
| Lallemantia   | 4                                           |                                                                                   |
| Nepeta        | Circa 80-90                                 | 7 (tra cui Nepeta cataria L. Nepeta nuda L.)                                      |

## Alcune specie

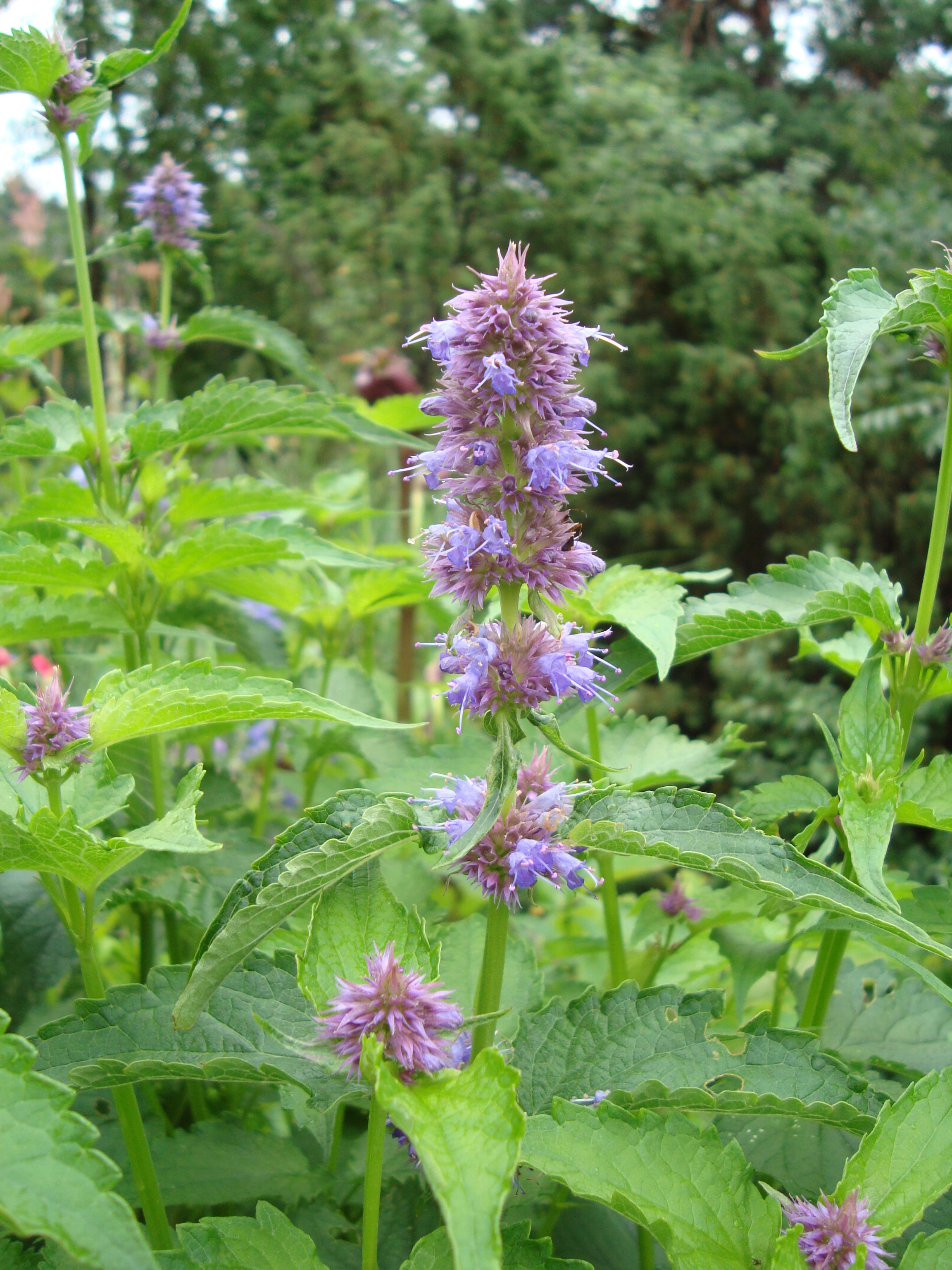
Agastache rugosa
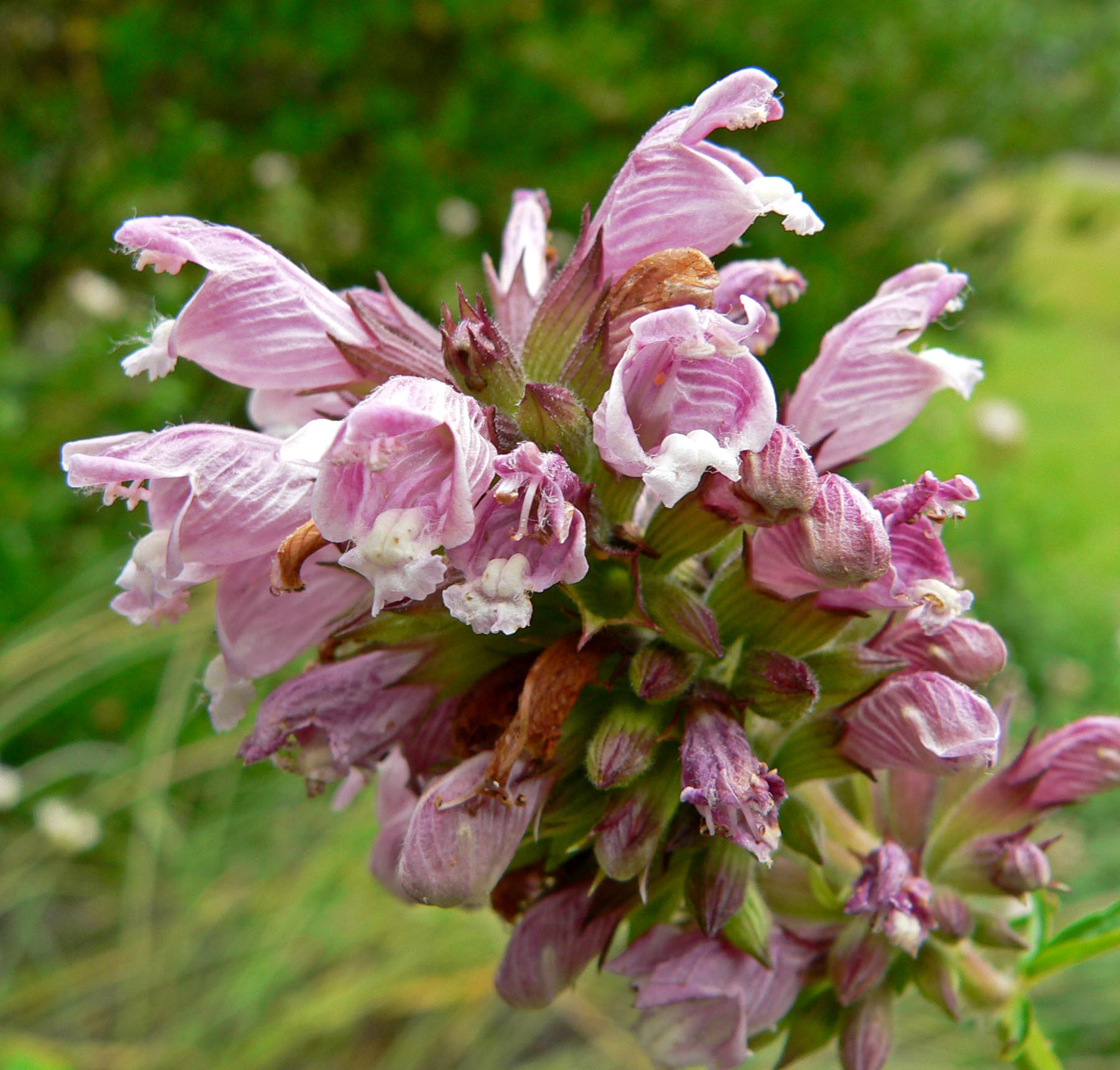
Cedronella canariensis
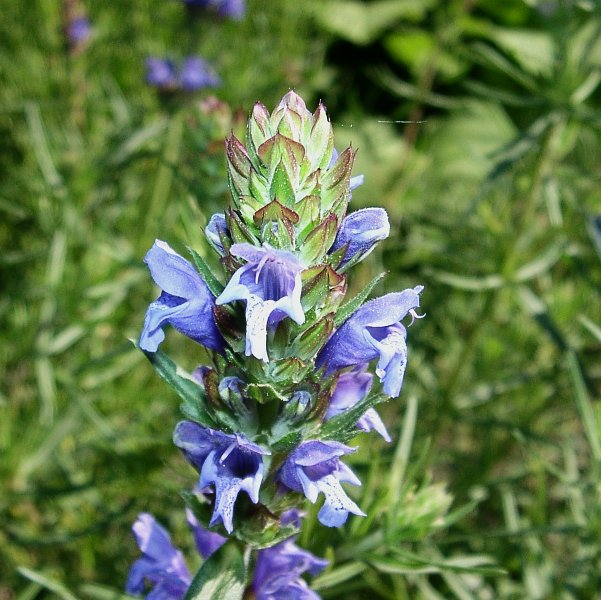
Dracocephalum austriacum
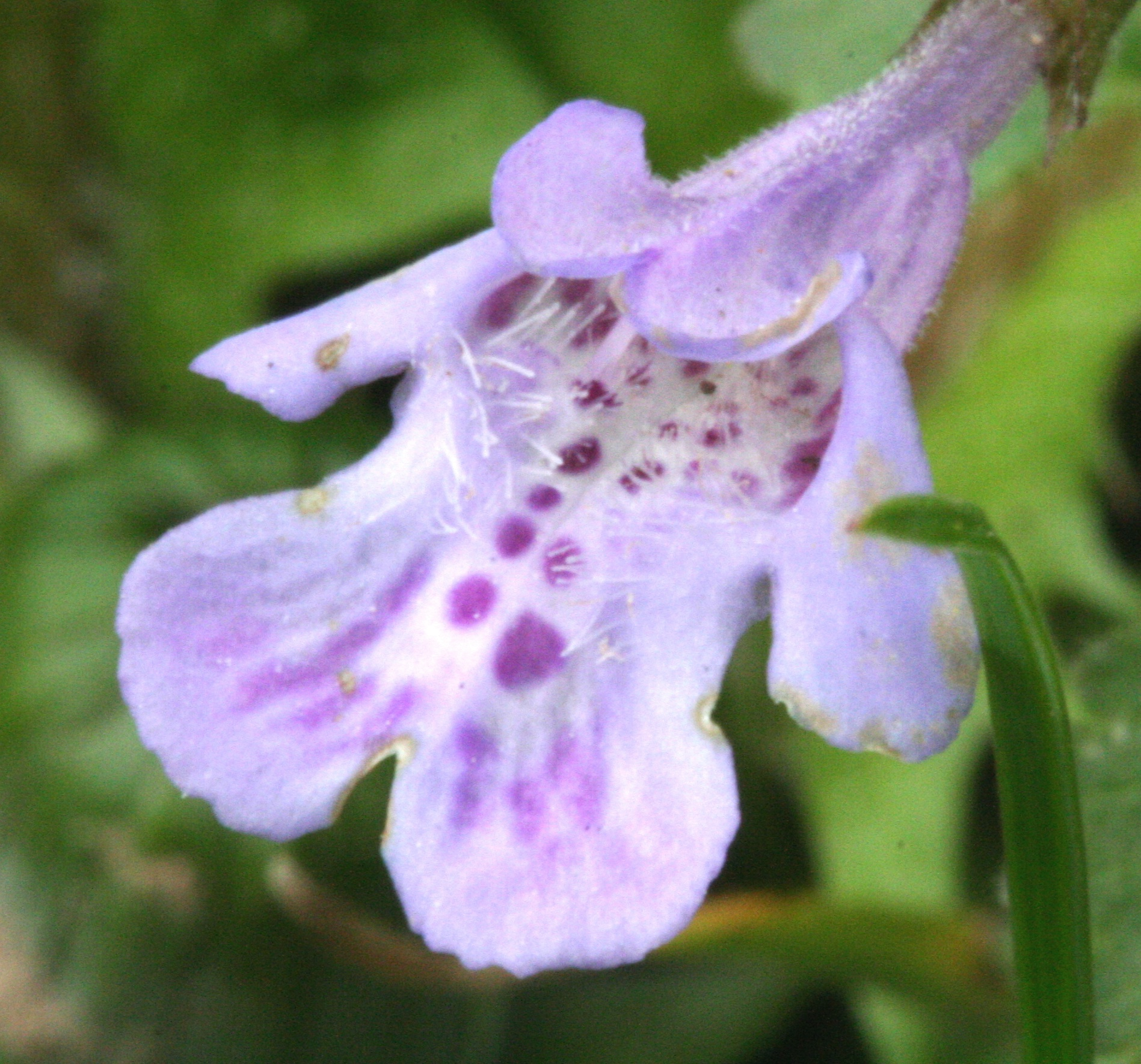
Glechoma hederacea
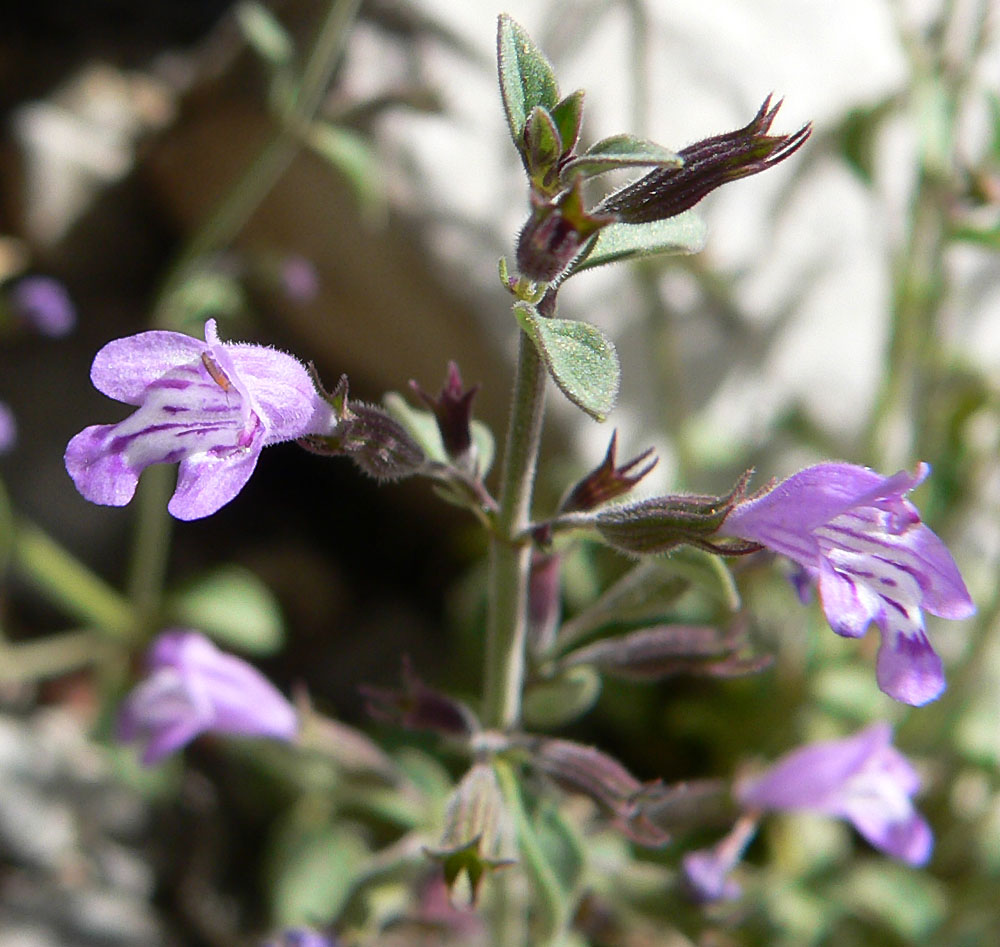
Hedeoma nana
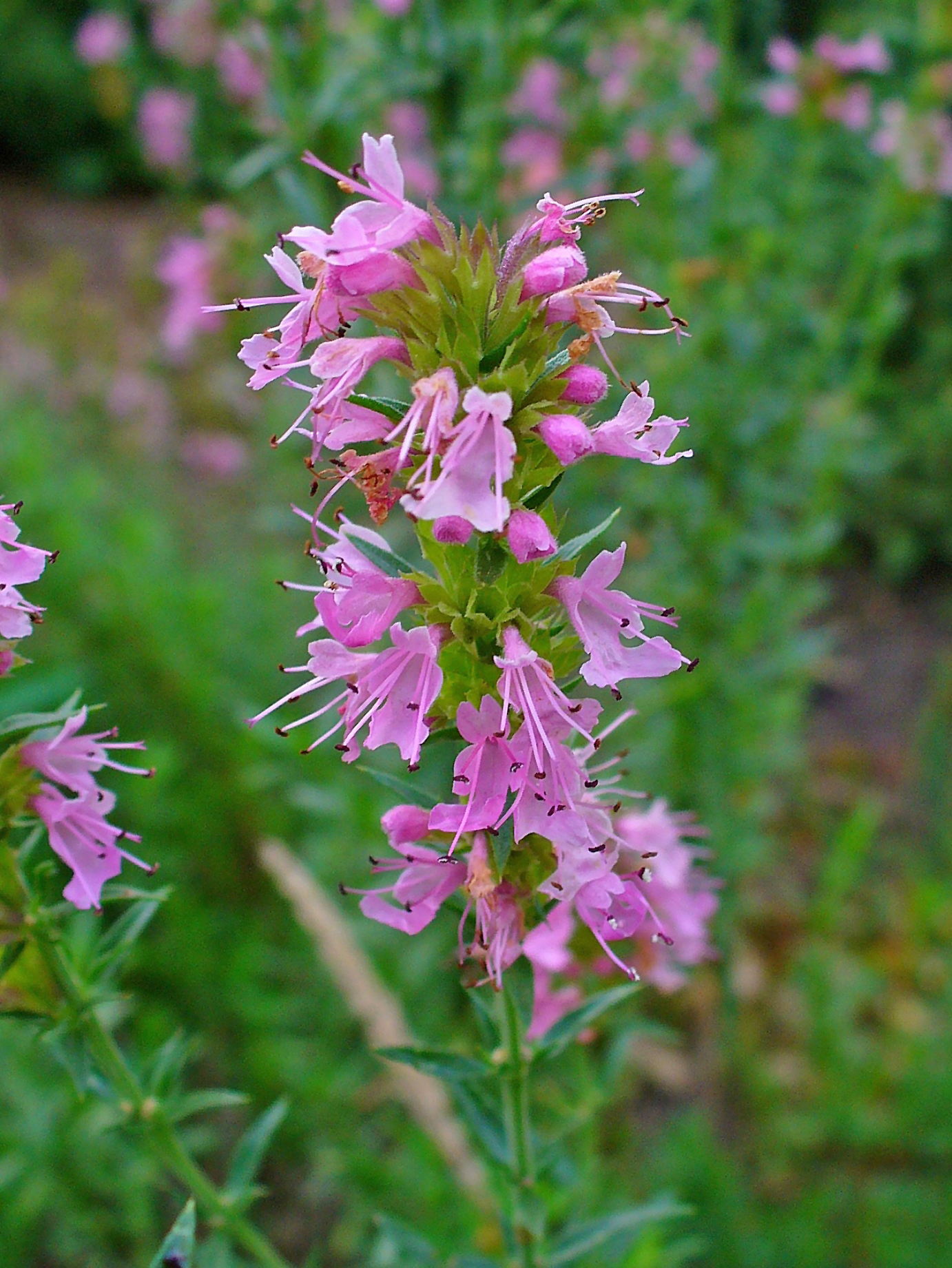
Hyssopus officinalis
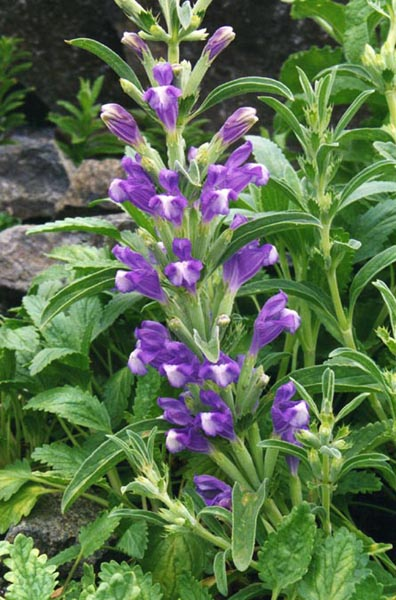
Lallemantia canescens
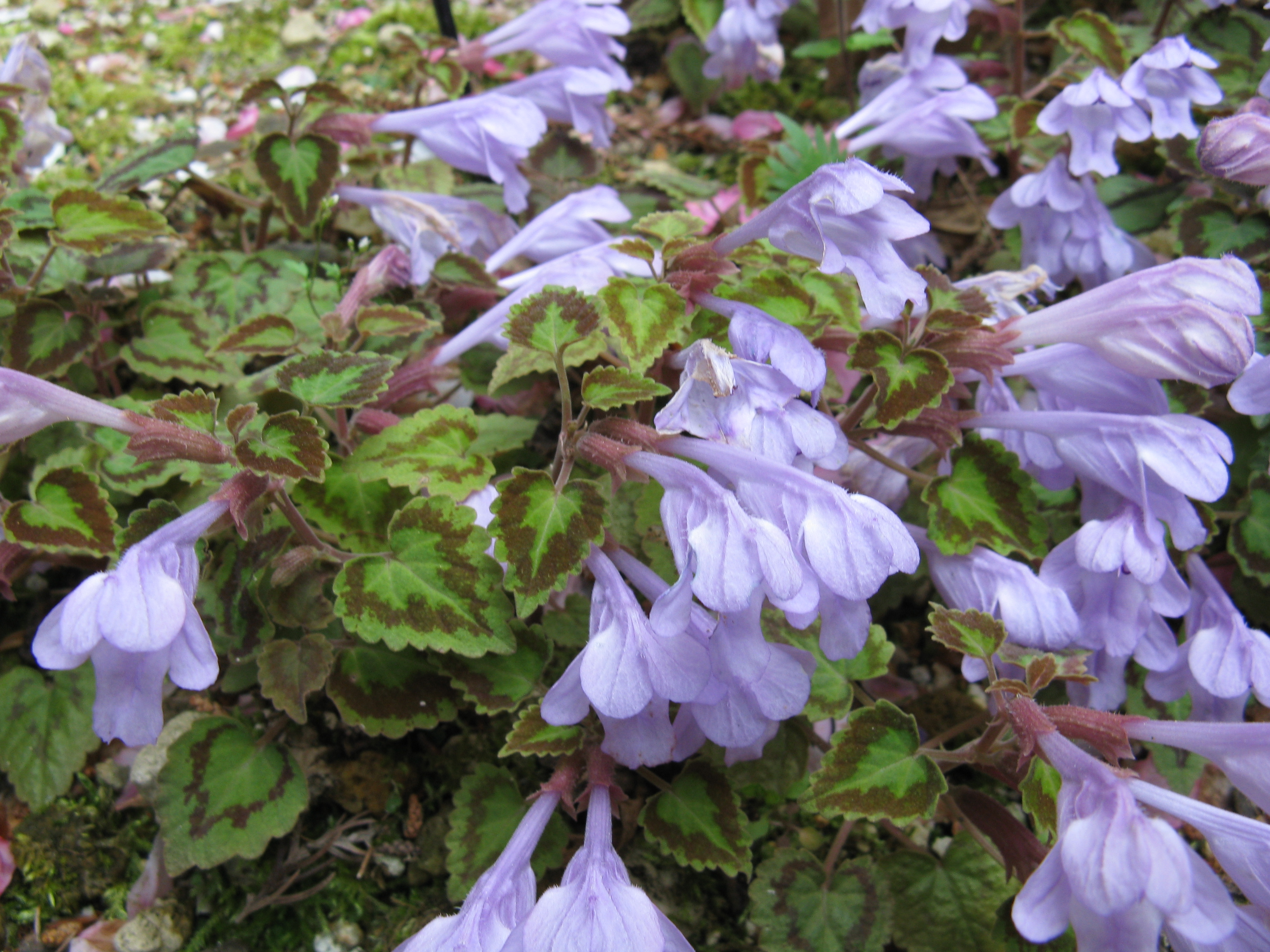
Meehania montis-koyae
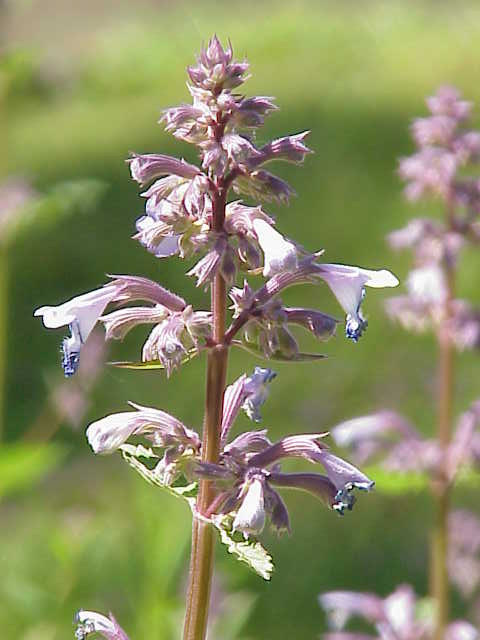
Nepeta grandiflora
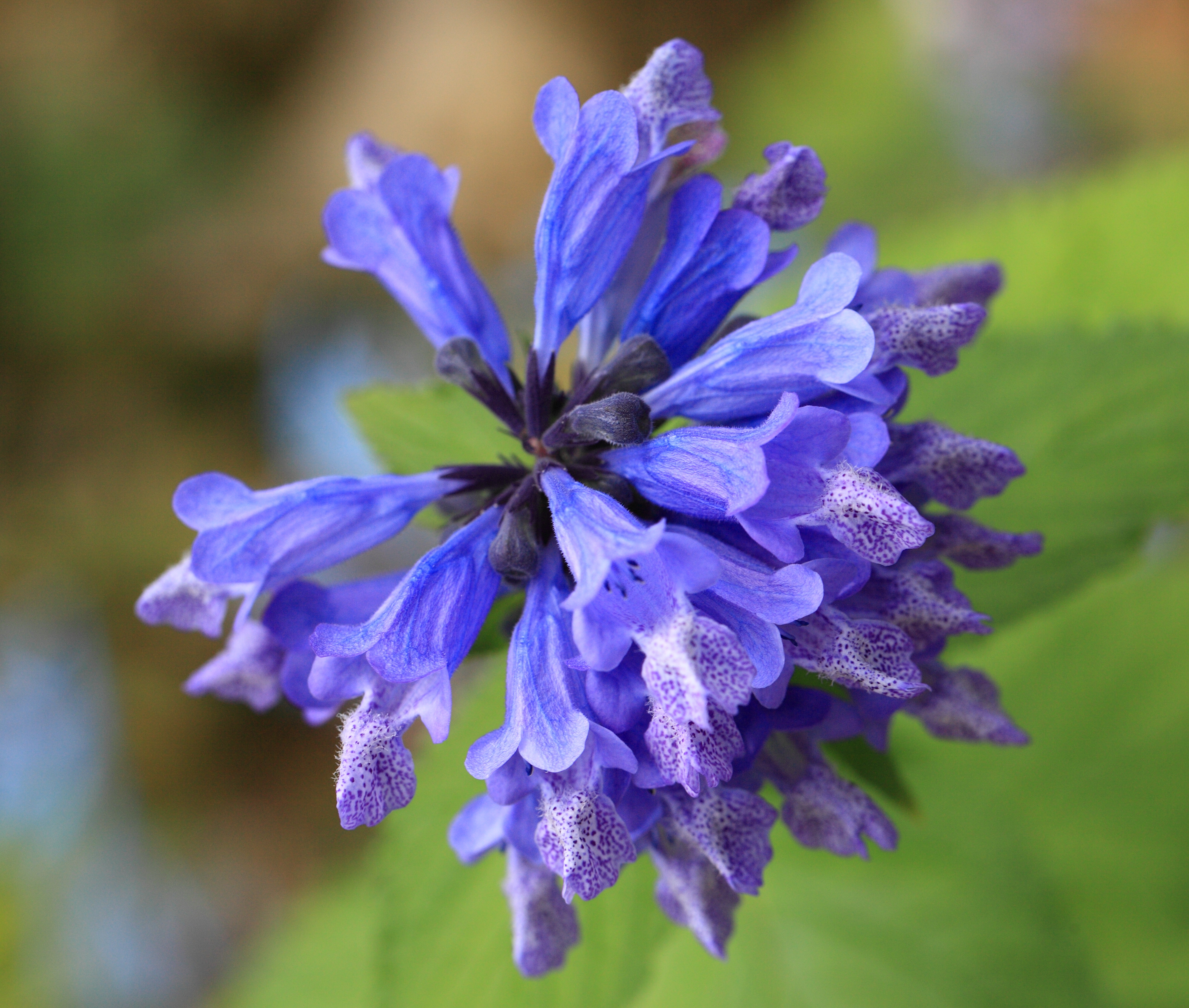
Nepeta subsessilis
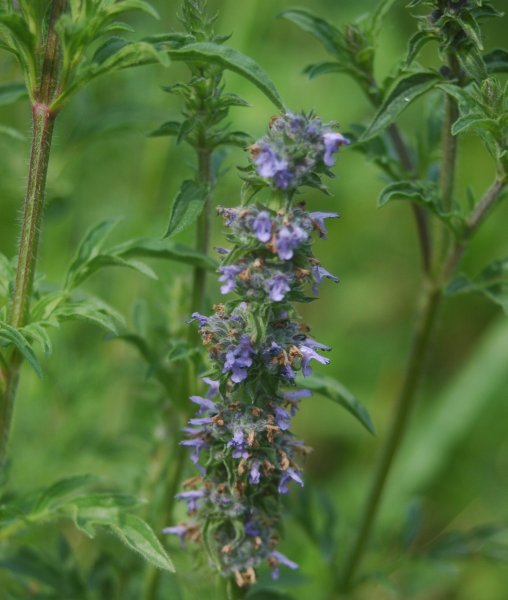
Schizonepeta multifida